# Naticarius lineozonus
Naticarius lineozonus is een slakkensoort uit de familie van de Naticidae. De wetenschappelijke naam van de soort is voor het eerst geldig gepubliceerd in 1874 door Jousseaume.